# Finngården Kvarntorp
Finngården Kvarntorp (Myllylä) är en finngård i Lekvattnets socken i Torsby kommun. 
Det finns knapphändiga historiska uppgifter om Finngården Kvarntorp, men det anses att den är från 1600-talet och är en av de äldsta finngårdarna i den värmländska finnbygden. Den ligger vid norra ändan av Kroksjön, fyra kilometer från gränsen till Norge, och har tillgång till vattenkraft i sjöns utlopp i Kvarnälven, som leder till sjön Lomsen.
Manbyggnaden består av rökstuga, kove eller kåve ombyggd till kök och svenskstuga, med möbler från 1910-talet. Byggnadens äldsta del är rökstugan, som befinner sig i ursprungligt skick. På spisstöttan till rökugnen anges år 1774. Bordet är daterat 1794.
På gården finns sammanlagt 13 byggnader, bland andra två uthuslängor, en kvarn, en bastu och en smedja.
Finngården Kvarntorp ägs av Torsby kommun och sköts av Lekvattnets hembygdsförening. Gården är ett byggnadsminne sedan 1964.
| ”                          | Ifrån Spettugnen for jag vidare, gående till Kvarntorp (Myllylä), det var 1 fj. i nord, hörde till S Lekvattnets skatt och 1åg jämte ett annat torp just på den omtalta skogen. Här fanns en döv och stum dotter.Jag skrev alltid upp de gamla finska släktnamnen i gårdarna, vilka redan begynte på att förglömmas, för att kunna införa dem i kyrkboken.Därjämte utdelte jag alltid av mina Runor mest i var gård. | „ |
| – Carl Axel Gottlund, 1821 | |   |

## Bildgalleri

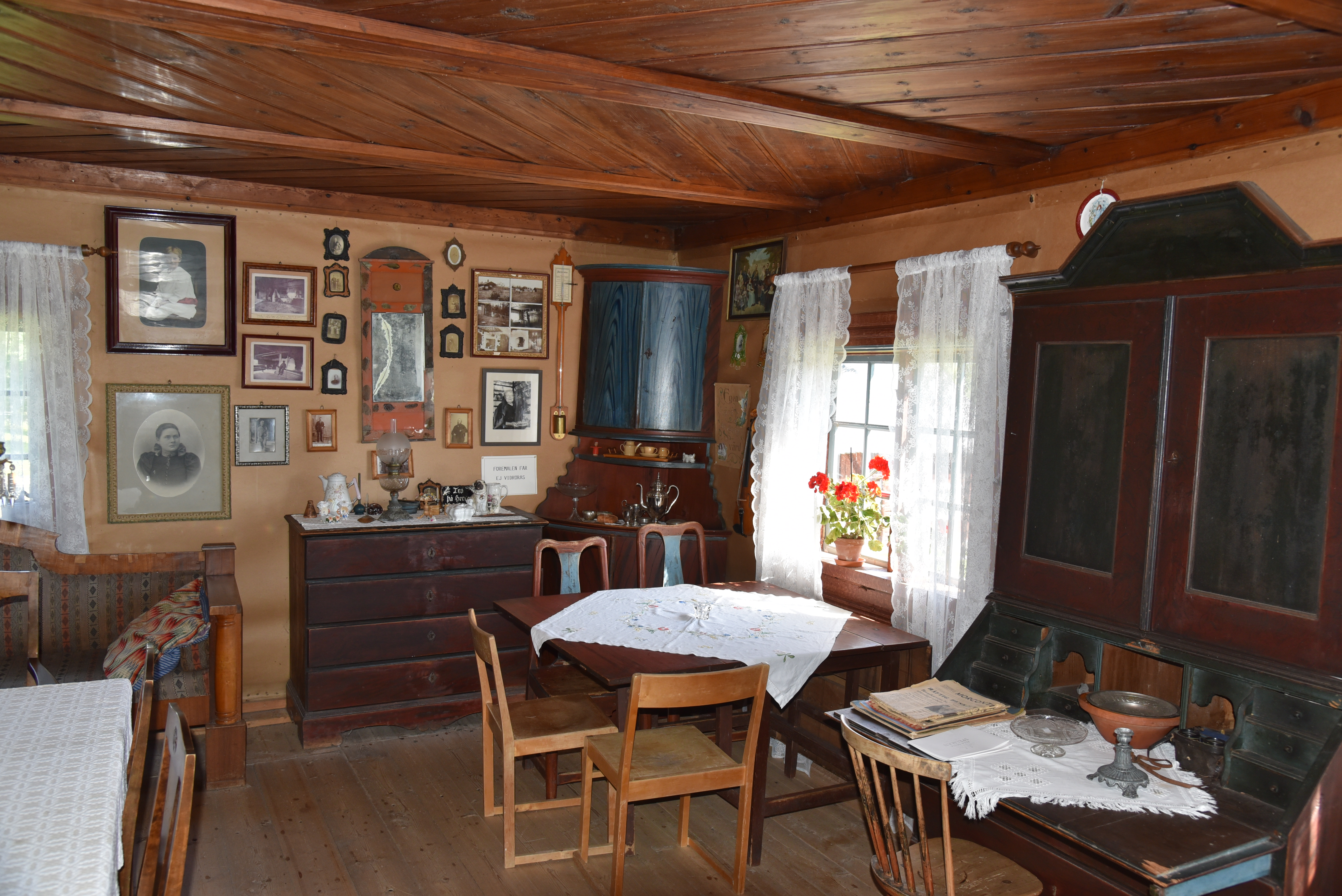
Interiör.
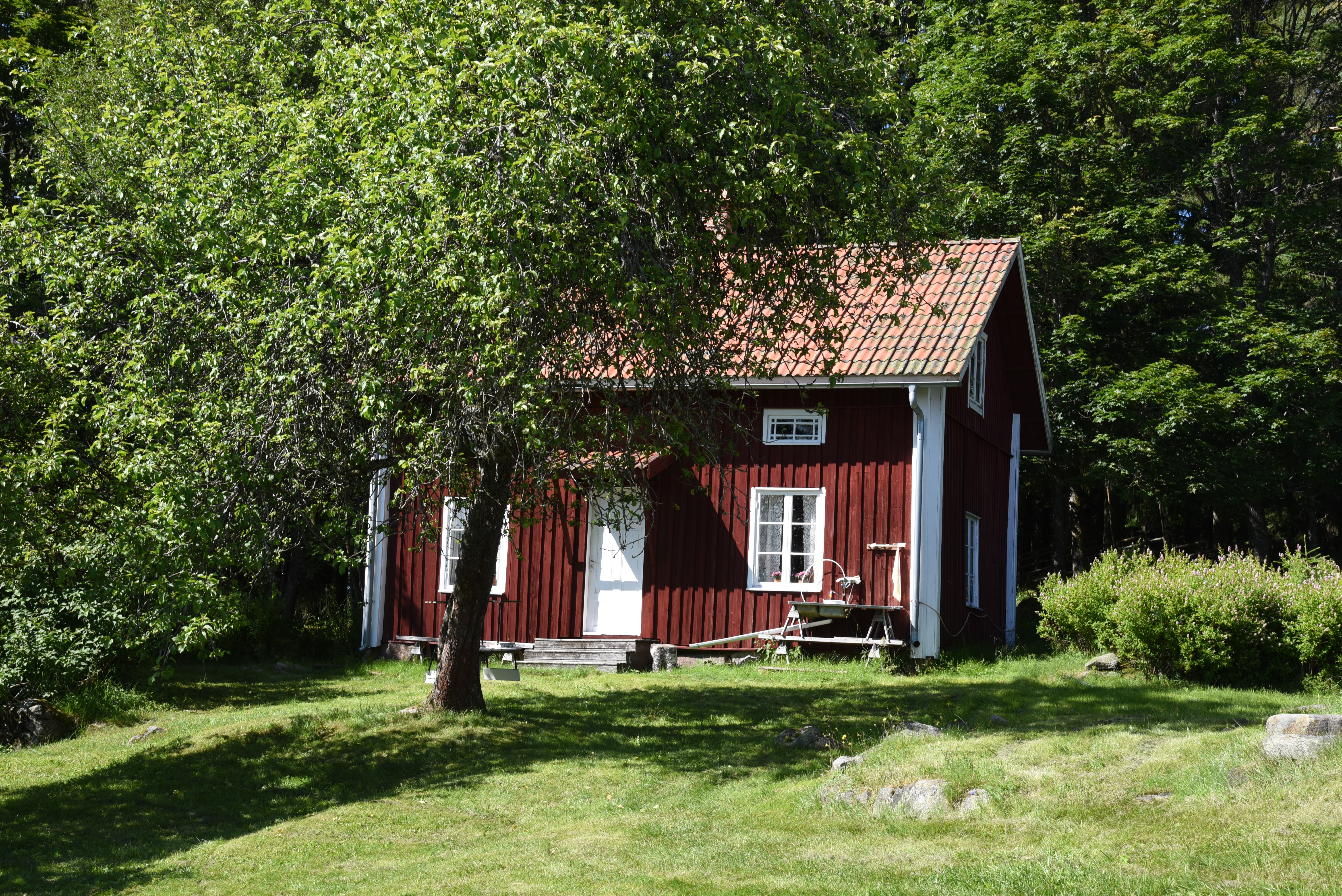
Drängstuga.

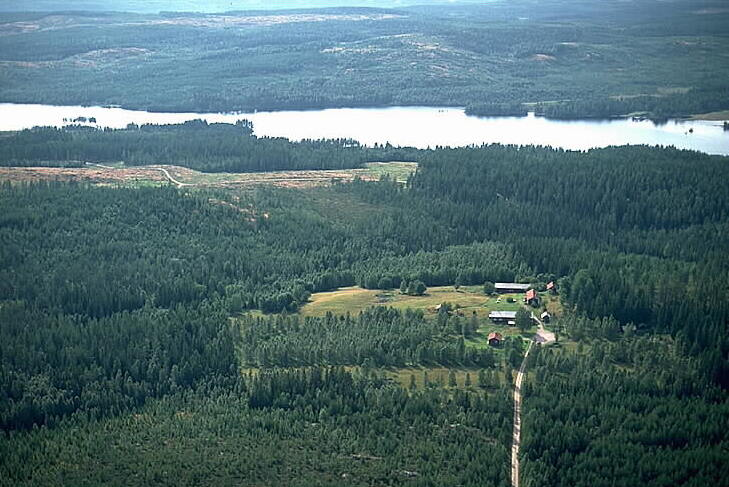
Kvarntorp från öster, med sjön Lomsen i bakgrunden.
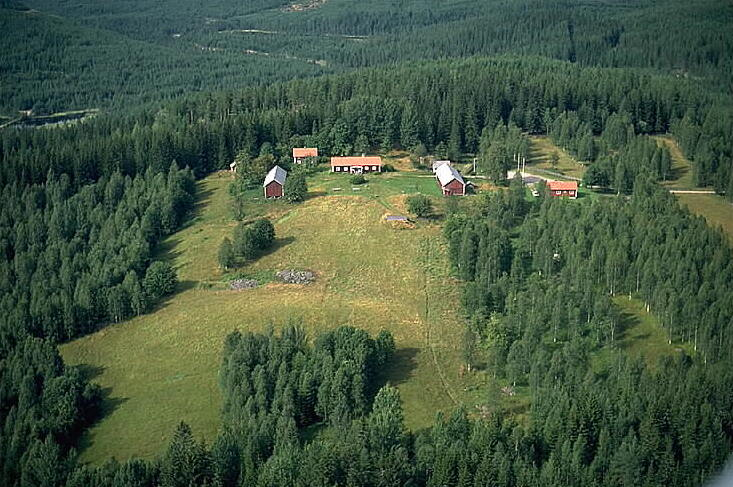
Kvarntorp från söder.
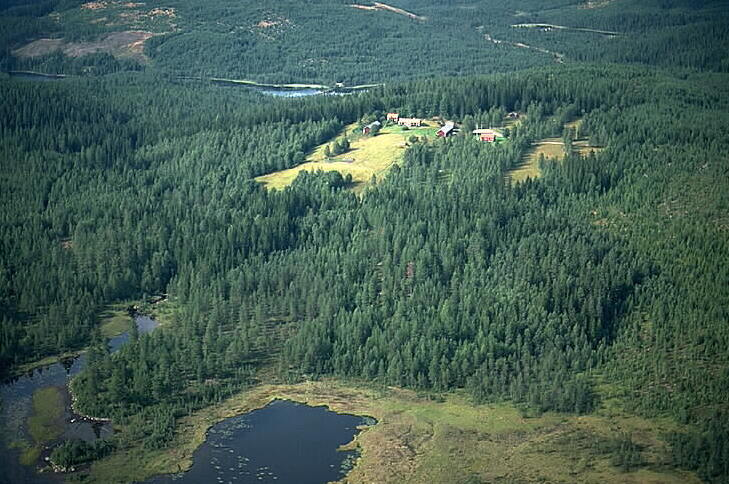
Kvarntorp från söder. I förgrunden Kroksjön, i bakgrunden en vik av Lomsen.

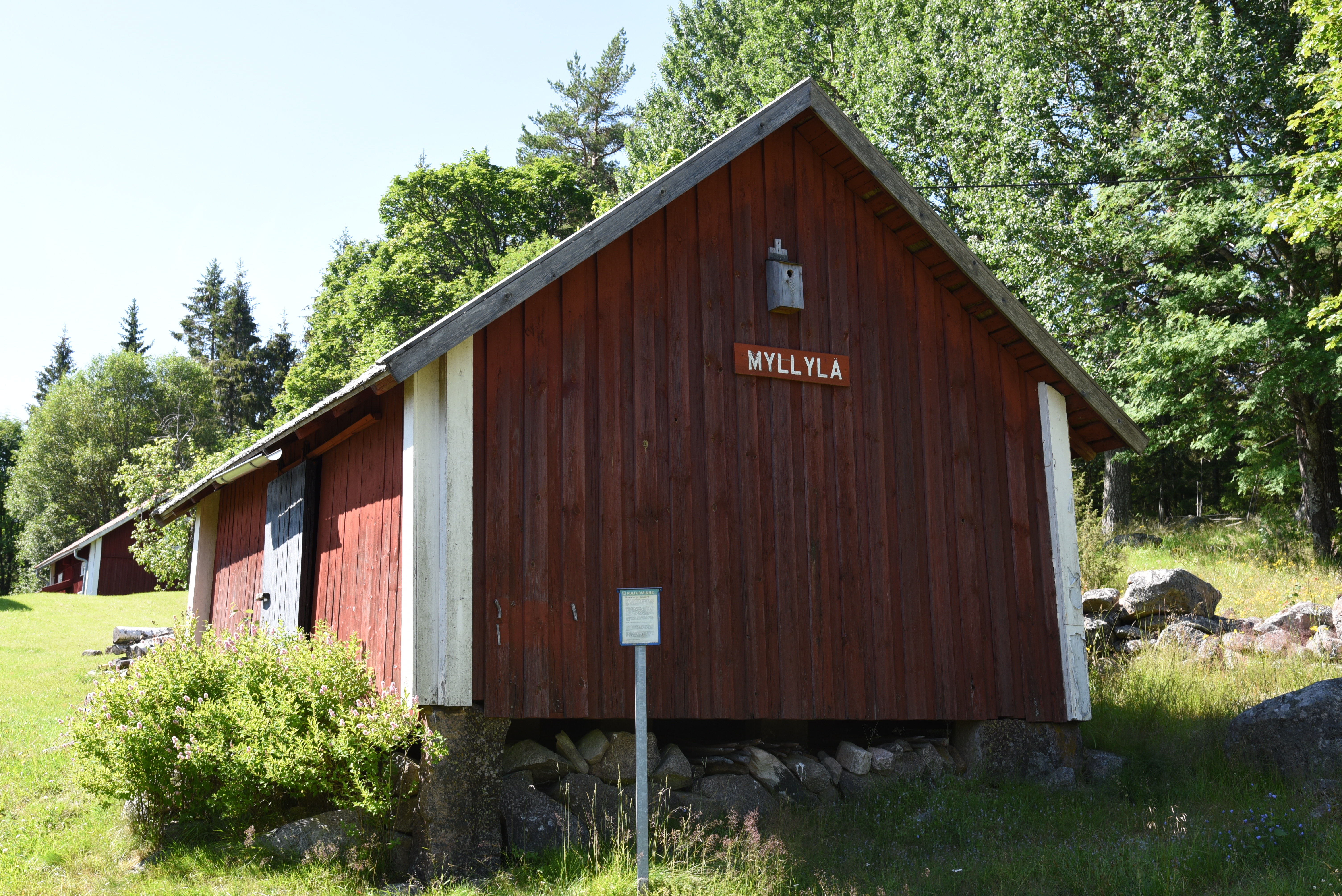
Vedskjul.
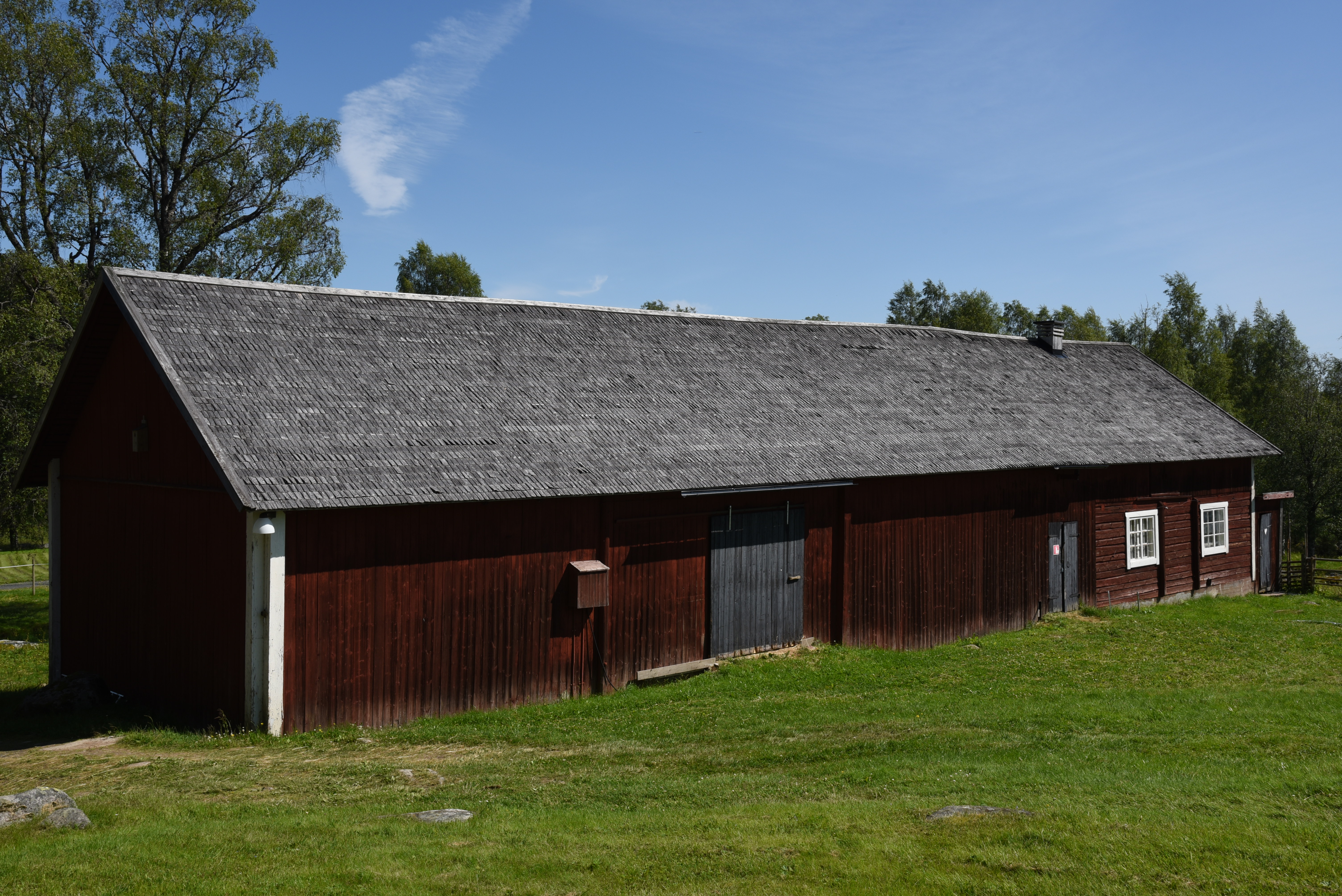
Ladugård.
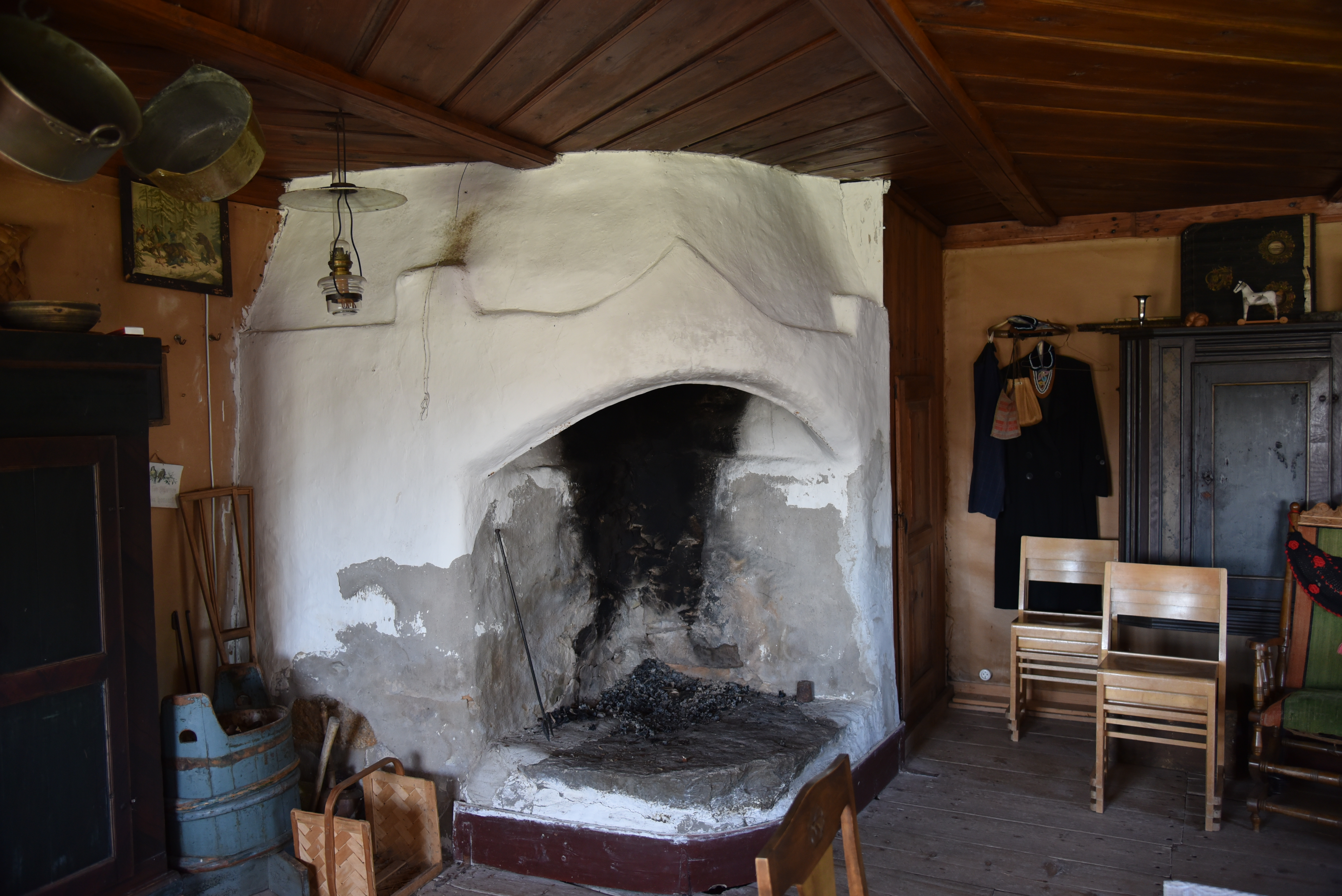
Spis i rökstugan.

- Interiör.
- Drängstuga.